# ورلینکتهون
ورلینکتهون (به فرانسوی: Verlincthun) یک کمون در فرانسه است که در پا-دو-کاله واقع شده‌است.

## خصوصیات
ورلینکتهون ۷٫۰۲ کیلومترمربع مساحت و ۳۶۴ نفر جمعیت دارد و ۶۴ متر بالاتر از سطح دریا واقع شده‌است.